# 波蒂霍諾韋
50°17′23″N 37°32′31″E / 50.28972°N 37.54194°E
波蒂霍諾韋（烏克蘭語：Потихонове）是位於烏克蘭東部的村莊，由哈爾科夫州庫皮揚斯克區的維利胡瓦特卡市鎮負責管轄。該村始建於1746年，面積0.29平方公里，海拔高度182米，2001年人口27，人口密度每平方公里92.5人。